# David Dundas
Lord David Paul Nicholas Dundas (* 2. Juni 1945 in Oxford, England) ist ein britischer Komponist, Popmusiker, Sänger und Schauspieler. Sein größter Hit war der Song Jeans On aus dem Jahr 1976. 

## Leben
David Dundas wurde als zweiter Sohn von Lawrence Dundas, 3. Marquess of Zetland geboren. Als Sohn eines Marquess führt er seit 1961 die Höflichkeitsanrede „Lord“. In seiner Jugend machte er eine Schauspielausbildung und war kurzzeitig Mitglied der Royal Shakespeare Company. Zwischen 1968 und 1975 hatte er Gastrollen in verschiedenen britischen Fernsehserien sowie in zwei Spielfilmen, darunter Die Pille war an allem schuld mit David Niven und Deborah Kerr in den Hauptrollen. Mitte der 1970er Jahre begann Dundas mit dem Komponieren von Jingles für die Fernsehwerbung.
 Sein Titel Jeans On, den er aus seinem Werbejingle für einen halbminütigen Werbespot der Marke Brutus-Jeans komponierte, wurde zu einem unerwarteten Welthit, der in Deutschland im Dezember 1976 die Hitparade anführte. Auch in anderen europäischen Ländern erreichte die Single Platzierungen in den Top Ten, und im Januar 1977 trat sie in die Top 20 der Billboard Hot 100 in den Vereinigten Staaten ein. 1993 veröffentlichten Die Kassierer eine Interpretation von Jeans On unter dem Titel Dr. Martens nach der gleichnamigen Schuhmarke. 1999 verwendete Fatboy Slim ein Sample von Jeans On für seinen Titel Sho Nuff. 2002 nahm Keith Urban eine Coverversion auf.
David Dundas nächste Single, Another Funny Honeymoon, die 1977 veröffentlicht wurde, platzierte sich zwar in Deutschland und Österreich in den Top Ten,  konnte aber den Erfolg des Vorgängers nicht wiederholen.
In der Folge arbeitete Dundas als Komponist an Filmen sowie für Fernsehsender und deren Sendungen. So komponierte er den Jingle Fourscore (1982) für Channel 4, Musik für die Fernsehsendung Daybreak (1983, TV-am) und Jingles Get Ready für das Rebranding von ITV (1989). 1986 sprach er eine der Rollen im Zeichentrickfilm Wenn der Wind weht (When the Wind Blows).
Dundas ließ sich 1995 nach 24 Jahren von seiner ersten Frau scheiden und ist seit 1997 zum zweiten Mal verheiratet, er hat insgesamt drei Kinder. Er lebt in Südfrankreich.

## Diskografie

### Alben
- 1977: David Dundas
- 1978: Vertical Hold
- 1989: How to Get Ahead in Advertising / Withnail and I (Soundtrack) (mit Rick Wentworth)

### Singles
- 1976: Jeans On
- 1977: Another Funny Honeymoon
- 1977: Where Were You Today
- 1977: Fly Baby Fly
- 1977: Stick On Your Lollipop
- 1978: Guy the Gorilla
- 1978: When I Saw You Today

## Filmografie (Auswahl)

### Als Schauspieler
- 1968: Boy Meets Girl
- 1968: Die Pille war an allem schuld (Prudence and the Pill)
- 1969: Moskito-Bomber greifen an (Mosquito Squadron)
- 1971: Paul Temple (Fernsehserie, Folge: Eine Band für Sokrates) (Party Piece)
- 1975: Churchill’s People
- 1986: Wenn der Wind weht (When the Wind Blows)

### Als Komponist
- 1971: Private Road
- 1987: Withnail & I
- 1989: Ein erfolgreicher Mann (How to Get Ahead in Advertising)
- 1991: Sleepers (Fernsehserie)
- 1992: Freddie, der Superfrosch (Freddie as F.R.O.7)